# 58. Armee (Japanisches Kaiserreich)
Die 58. Armee (jap. 第58軍, Dai-gojū-hachi-gun) war 1945 ein Großverband des Kaiserlich Japanischen Heeres. Ihr Tsūshōgō-Code (militärischer Tarnname) war Festung (砦, Toride).

## Geschichte
Am 7. April 1945 stellte das Daihon’ei (Japanisches Hauptquartier) in Erwartung einer alliierten Invasion der japanischen Hauptinseln und der vorgelagerten Inseln die 58. Armee unter Generalleutnant Nagatsu Sahishige auf. Sie war mit drei Divisionen, zwei Selbstständigen Gemischten Brigaden und einiger Artillerie auf der koreanischen Insel Jejudo stationiert.
Ohne in Kämpfe verwickelt gewesen zu sein, wurde die 58. Armee am 15. August 1945 aufgelöst.

## Oberbefehlshaber

### Kommandeur
|    | Name                              | Von           | Bis             |
| -- | --------------------------------- | ------------- | --------------- |
| 1. | Generalleutnant Nagatsu Sahishige | 7. April 1945 | 15. August 1945 |

### Stabschefs
|    | Name                        | Von             | Bis               |
| -- | --------------------------- | --------------- | ----------------- |
| 1. | Generalmajor Katō Yoshihide | 6. April 1945   | 19. August 1945   |
| 2. | Generalmajor Kisaki Hisashi | 19. August 1945 | 1. September 1945 |

## Untergeordnete Einheiten
- 58. Armee-Stab
- 96. Division
- 111. Division
- 121. Division
- 108. Selbstständige Gemischte Brigade
- 109. Selbstständige Gemischte Brigade
- 12. Artillerie-Brigade
  - 6. Selbstständiges Feldartillerie-Regiment
  - 20. Selbstständiges Gebirgsartillerie-Regiment
  - 16. Schweres Feldartillerie-Regiment
  - 29. Selbstständiges Mörser-Bataillon
  - 1. Selbstständiges Panzerabwehr-Bataillon
- weitere kleinere Einheiten